# Bitwa pod Dungans Hill
Bitwa pod Dungans Hill – starcie zbrojne, które miało miejsce w sierpniu 1647 r. podczas irlandzkiej wojny konfederackiej (1641–1648, Rebelii Irlandzkiej) pomiędzy armią konfederatów irlandzkich a angielską armią parlamentarną. Irlandczycy zostali zaskoczeni i rozbici w trakcie marszu w kierunku Dublina. Pomimo faktu, że starcie w samej Irlandii jest mniej znane, należy ono do bardziej krwawych w trakcie konfliktu (ponad 3 000 zabitych), a jej wynik miał istotny wpływ na rozbicie Konfederacji Irlandzkiej w roku 1649. 

## Przed bitwą
W roku 1647 Konfederacja Irlandzka kontrolowała większość terenów kraju z wyjątkiem kilku enklaw brytyjskich i szkockich. Rok wcześniej Irlandczycy zawarli umowę z angielskimi rojalistami, mającą na celu wypędzenie z Irlandii pozostających tam wojsk angielskich. 
W sierpniu 1647 r. armia konfederacka pod wodzą Thomasa Prestona wyruszyła z miejscowości Leinster w kierunku Dublina, zamierzając zniszczyć znajdujący się w pobliżu garnizon wojsk parlamentu pod wodzą Michaela Jonesa, a następnie zająć stolicę. Wojska Jonesa znajdowały się w tym momencie w Trim Castle, wspierając tamtejsze garnizony. Okazję tę zamierzał wykorzystać Preston, kierując się na Dublin. Po przejściu około 20 km Irlandczycy natknęli się jednak na Anglików w odległości około 40 km od Dublina w okolicy miejscowości Dungans Hill (w pobliżu dzisiejszego Summerhill). Obie armie liczyły około 6 000 ludzi. 

## Bitwa
Przyjmuje się, że wynik bitwy spowodowany został niekompetencją dowództwa irlandzkiego. Preston był wprawdzie weteranem wojny trzydziestoletniej, podczas której dowodził hiszpańskim garnizonem w Leuven, nie posiadał jednak większego doświadczenia w otwartej walce przeciwko kawalerii przeciwnika. Preston ustawił swoich kawalerzystów na wąskiej drodze, ci jednak dostali się pod ciężki ostrzał Anglików. Kawaleria irlandzka w popłochu rozpoczęła odwrót, pociągając za sobą piechotę. 
Irlandczycy uzbrojeni byli przeważnie w piki oraz ciężkie muszkiety, a ich formacja zwana Tercio przypominała szyk hiszpański. W decydującej chwili zabrakło jednak kawalerzystów, mogących wesprzeć flanki. Największym błędem Irlandczyków było jednak ustawienie ich wojsk na otwartym polu otoczonym wałami, co umożliwiło Anglikom otoczenie przeciwnika. 
Prawie połowie kawalerii w tym Prestonowi udało się jednak przerwać szyk angielski, zbiegając na pobliskie bagna, co uniemożliwiło Anglikom skuteczny pościg. Pozostałym na miejscu irlandzkim wojskom piechoty z początku udawało się odpierać ataki angielskie, do momentu gdy i one podjęły próbę przedarcia się na bagna. W trakcie odwrotu szeregi Irlandczyków wyraźnie się jednak zachwiały, umożliwiając Anglikom odcięcie poszczególnych grup i otoczenie uciekinierów. 
Nie jest do końca jasne co się wydarzyło później. Źródła angielskie mówią o zniszczeniu wojsk irlandzkich. Irlandczycy utrzymują jednak, że ich żołnierze poddali się Anglikom, którzy dokonali na nich masakry. Jedno ze źródeł katolickich mnicha O'Meallaina podaje, że widziano zwłoki Irlandczyków ze związanymi nogami. Książka Padraiga Lenihana pt. Confederate Catholics at War potwierdza tę wersję: Irlandczycy próbowali się poddać, co jednak nie było regułą wojen XVII w. Parlamentarzyści Jonesa odrzucili ich postulat, po czym Anglicy mieli zmasakrować Irlandczyków. 
Zginęło około 3 000 konfederatów, większość w trakcie masakry po bitwie. Oszczędzono nielicznych, głównie wyższej rangi oficerów, za których zamierzano otrzymać okup lub wymienić ich na angielskich jeńców. 
Krótko po bitwie także armia Ulsteru pod wodzą Owena Roe O'Neilla wycofała się na północ w celu ochrony Ulsteru przed Anglikami. Jednak i te najlepiej wyszkolone siły irlandzkie zostały w końcu pokonane, co ostatecznie zniweczyło plany wygrania wojny przez Irlandczyków.